# Мисузулу Зулу
Мисузулу Синкобиле Хломесахишлангу Казвелитини (зулу Misuzulu Syncobile Chlomesahishlangu Kazvelitini; род. 23 сентября 1974, Ихлаба, ЮАР) — правитель (инкоси) зулусов с 2021 года. Второй сын инкоси Гудвилла Звелитини, по линии матери внук короля Свазиленда Собузы II и племянник нынешнего короля Мсвати III.

## Биография

### Ранняя биография и образование
Второй сын Гудвилла Звелитини и старший его ребёнок от брака с третьей женой свазийской принцессой Мантфоби Дламини — дочери короля Собузы II. Родился 23 сентября 1974 года, у него четыре младших брата и три младшие сестры. Закончил начальную школу в Свазиленде, затем продолжил образование на родине, в колледже Святого Чарльза в Питермарицбурге и получил высшее образование в США.

### Избрание
12 марта 2021 года после продолжительной болезни умер его отец Гудвилл Звелитини и принц считался возможным преемником отца, но в королевском доме был объявлен траур на три месяца и регентом стала вдова короля и мать принца Мантфоби Дламини.
Спустя неделю после смерти матери от болезни 29 апреля 2021 года, 7 мая был объявлен по завещанию королевы королём зулусов, но при этом в стране до марта 2022 года продолжались судебные споры по итогам завещания. Судебный процесс инициировали одна из жён умершего короля и две её дочери, которые требовали признать недействительным завещание короля Гудвилла Звелитини. В марте 2022 года суд признал его наследником трона и ему было выдано свидетельство о признании его королём зулусов.
20 августа 2022 года в королевском дворце в Нонгома, расположенном примерно в 300 км к северу от города Дурбан, состоялась коронация Мисузулу Зулу.

### Семья
У него три жены и трое детей от двух жён.